# 赤藓糖-4-磷酸
赤鲜糖-4-磷酸（英語：Erythrose 4-phosphate）是丁糖赤藓糖的磷酸化衍生物，是卡尔文循环和磷酸戊糖途径的中间产物。
此外，它也是生物合成芳香族氨基酸——色氨酸、酪氨酸和苯丙氨酸的前体。